# Алігер велетенський
Алігер велетенський (Aliger gigas) — вид черевоногих молюсків роду Алігер родини Strombidae. Інші назви «стромбус велетенський» (названо К. Ліннеєм, «євстромбус велетенський», «лобатус королівський» (переназвано у 2008 році), «пірамеа світлоносна». Свою теперішню назву отримав у 2020 році.

## Опис
Є одним з найбільших представників своєї родини. Розмір становить 15—35,2 см. Помітний статевий диморфізм: самиці більші за самців. Мушля масивна, овально-конічної форми, складається з 95 % карбонату кальцію та 5 % органічної речовини. Оболонка дуже міцна і важка, має від 9 до 11 завитків і широко розширену і потовщену зовнішню губу. Осьова основа утворена широкими лопатоподібними ребрами й жорсткими лініями наростання. Товщина оболонки постійно збільшується. Окістя, шар білка (конхіолін), що є зовнішньою частиною поверхні оболонки, тонкий. Оболонки молодих особин відрізняються за зовнішнім виглядом від оболонок дорослих. Помітною є повна відсутність розширеної зовнішньої губи, молоді мушлі мають звичайну гостру губу, яка надає панцирові конічний або біконічний контур.
Устя мушлі з широкою зовнішньою губою, що має в нижній частині виїмку. Губа мушлі з хвилястим краєм, особливо у молодих особин. Верхня частина губи в міру зростання молюска витягується до верхівки мушлі й часом практично досягає її, набагато рідше може бувати навіть вище. Як і в інших видів роду, на мушлі, поруч з коротким відкритим сифональним каналом є вузька, але глибока «стромбоїдна» виїмка.
Має довгу розтяжну морду з двома очними стеблинами (омматофорами), які виходять від її основи. Очі добре розвинені, з чорною зіницею і жовтою райдужною оболонкою та невеликим, трохи заднім, сенсорним щупальцем. Ампутовані очі повністю регенеруються. Усередині пащі є радула таніоглосанового типу. Серпоподібний оперкул служить додатковою опорою при пересуванні. Внутрішні органи складаються з нирки, нефіридіальної залози, перикарду, статевої залози, шлунку, травної залози, у дорослих самців помітний статевий орган. Має велику і потужну стопу. Основа переднього кінця стопи має чітку виїмку, яка містить отвір педальної залози. Основа задніх 2/3 стопи округла. Колумелла (центральний стовп всередині оболонки) служить точкою кріплення колюмелярного м'язу. Його скорочення дозволяє м'яким частинам сховатися у панцирі у відповідь на загрозу.
Забарвлення мушлі коливається від світло-бежевого до коричневого. Устя мушлі біле або яскраво-рожеве. Окістя блідо-коричневого або коричневого кольору. Мантія темно забарвлена в передній області, світло-сірого кольору на задньому кінці, комір мантії зазвичай помаранчевий. Стопа з коричневими цятками та позначками до краю, але біла ближче до вісцерального горба.

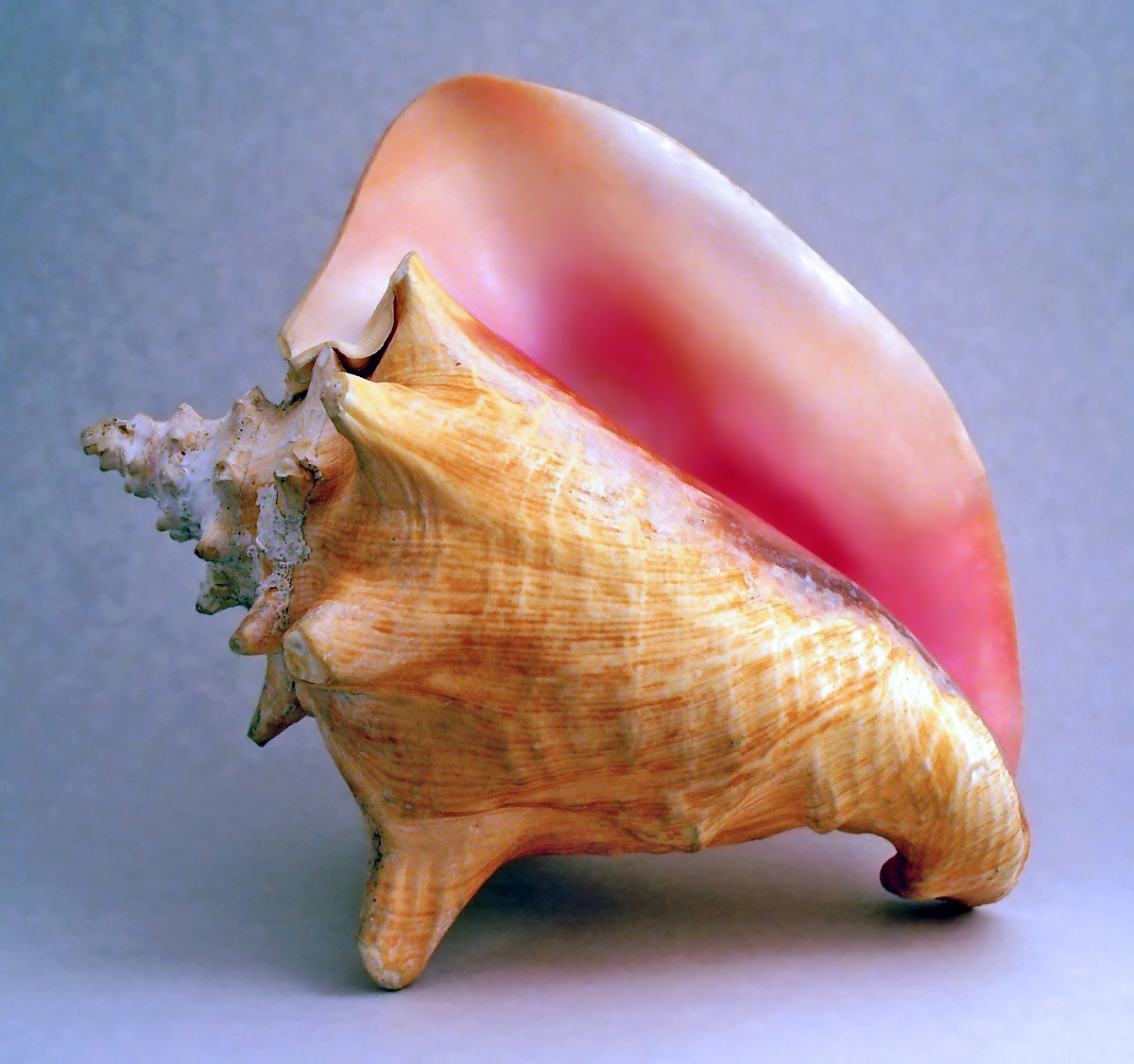
Мушля
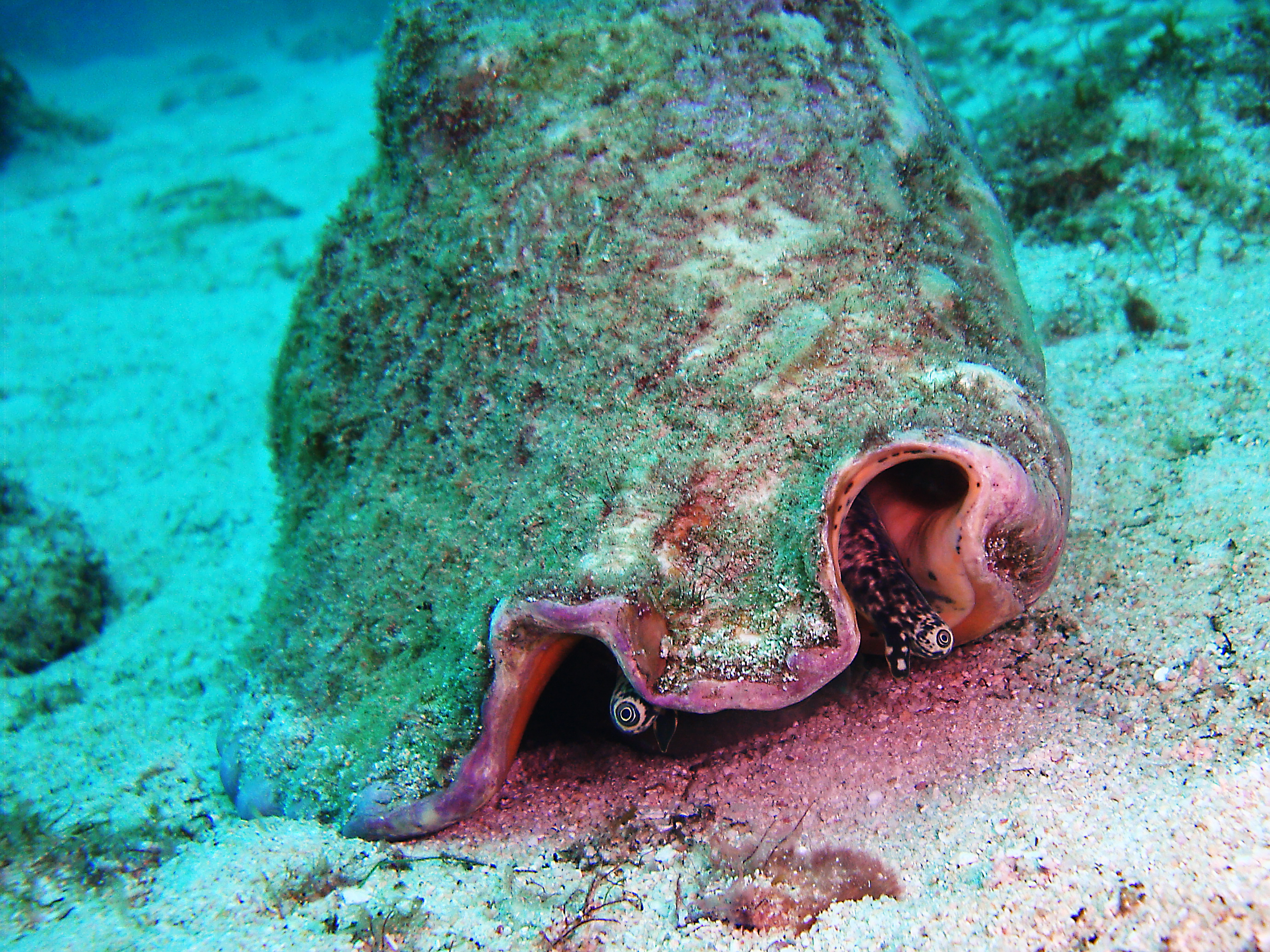
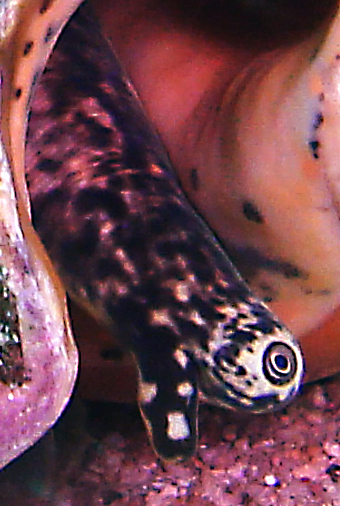
Око алігера велетенського
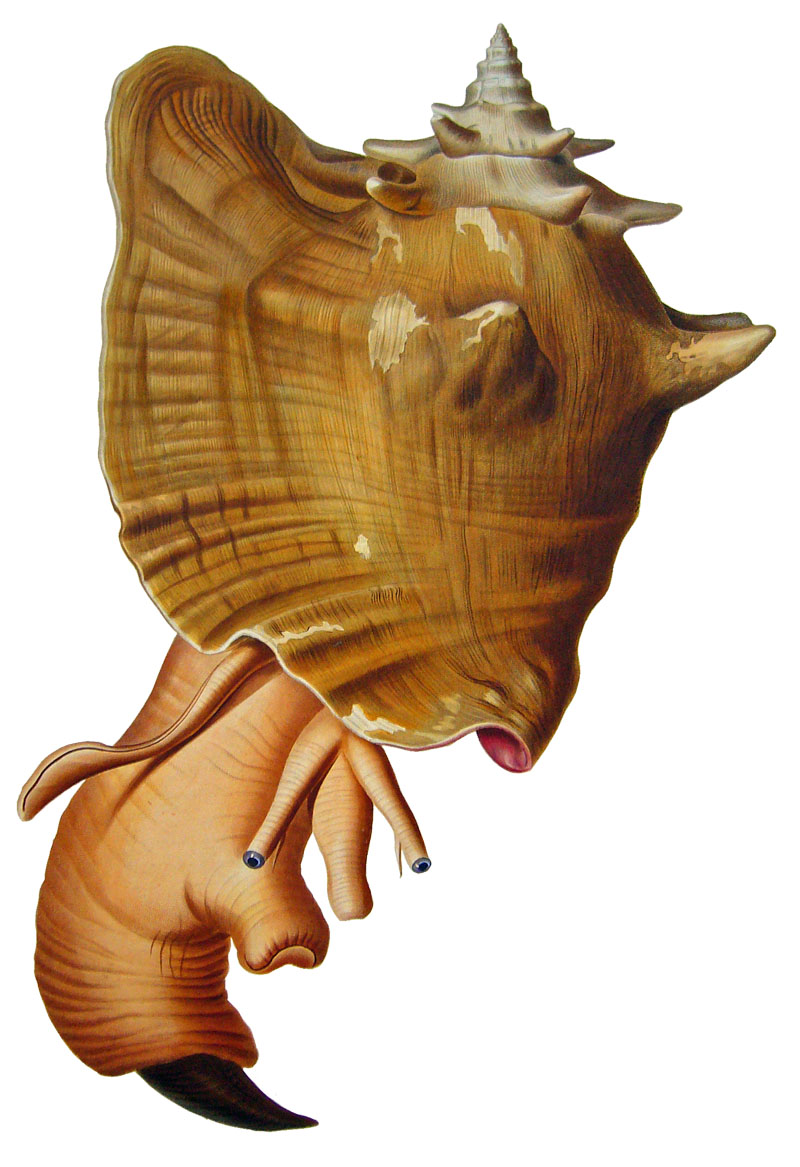

## Спосіб життя

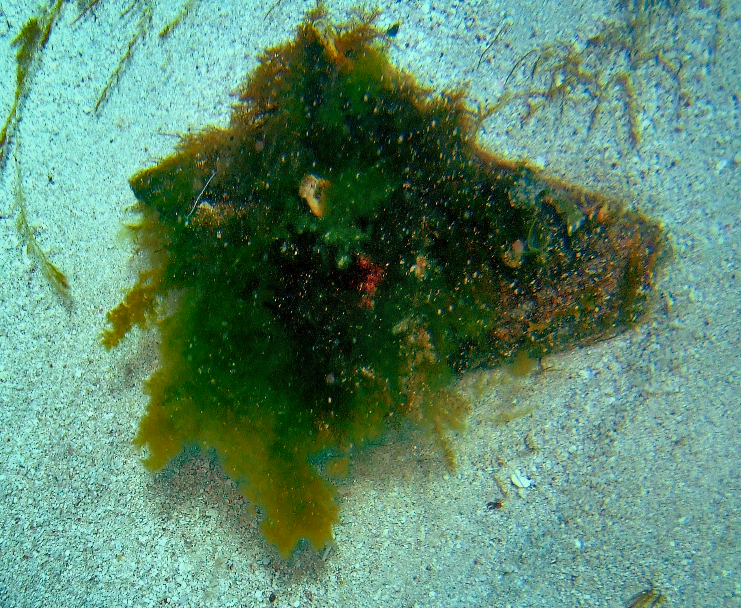
Замаскований у морській траві

Воліє до піщаного ґрунту і заростей водоростей та морських трав родів Thalassia, Cymodocea й Syringodium. Може утворювати групи до декількох тисяч особин. Тримається на глибині 0,3—35 м.
Живиться морськими водоростями, насамперед червоними, морською травою й одноклітинними організмами. Зазвичай пересувається різкими стрибками — спочатку фіксує задній кінець стопи, просуваючи опуркулум в субстрат, потім висуває стопу уперед, піднімаючи та кидаючи панцир вперед. При цьому ліва стеблинка з оком виходить через гирло раковини, а права — через «стромбоїдну» виїмку на зовнішній губі. Утворює симбіоз з крабом Porcellana sayana і рибами-кардиналами, що допомагають позбавитися паразитів типу Апікомплексні.
Статева зрілість настає у віці 3—4 роки, при довжині мушлі у 18 см. Розмножуються цілий рік. Зазвичай з березня по жовтень, а піки активності припадають на липень-вересень. В одній кладці ікри може нараховуватися до 700 тис. яєць на рік. Після внутрішнього запліднення самиця відкладає яйця желатиновими нитками, довжина яких може досягати 23 м. Вони шаруються на ділянках оголеного піску або морської трави. Клейка поверхня цих довгих яєчних ниток дозволяє їм згортатися, змішуючись з навколишнім піском, утворюючи компактні яєчні маси, форма яких визначається передньою частиною зовнішньої губи оболонки самиці, поки вони шаруються. Кожна з яєчних мас може бути запліднена кількома самцями. Кількість яєць на яєчну масу сильно коливається залежно від умов навколишнього середовища, зокрема наявності їжі та температури. Зазвичай самиця виробляє 8—9 яєчних мас за сезон, кожна з яких містить 180—460 тис. яєць.
Ембріони вилуплюються через 3—5 днів. Мають напівпрозорий і кремовий, майже білий колір з невеликими цятками. Згодом перетворюються на дволопатеві велігери. Протягом кількох днів розвивається у планктоні, харчуючись переважно фітопланктоном. Зміни відбуваються десь через 16—40 днів після вилуплення, коли досягає 1,2 мм.
Тривалість життя близько 7 років, а на глибині — до 20—30 років. Максимально зафіксована тривалість життя — 40 років. Природними хижаками є молюски з родини Мурексові, морські зірки, восьминоги, морські краби, колючі омари, раки-самітники, морські черепахи й акули.

## Господарське значення

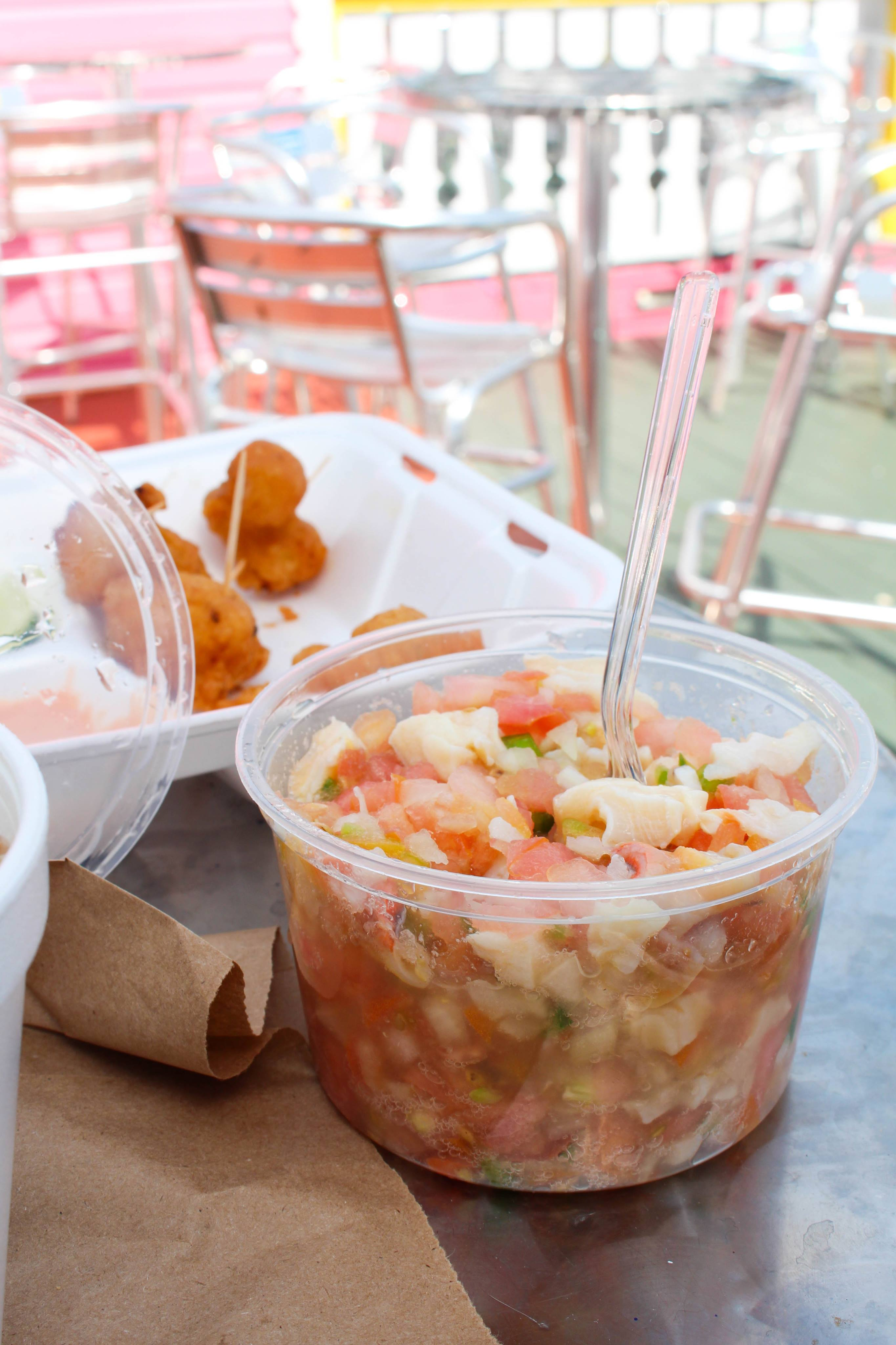
Салат з алігера велетенського

Є цінним об'єктом вилову для місцевого населення. що століттями споживає м'ясо цього молюска. Існують чимало рецептів та видів приготування. У Домініканській Республіці м'ясо велетенського алігера відоме як «ламбі».
Давні індіанці (кариби, таїно і араваки) використовували мушлі молюска для виготовлення музичних інструментів, прикрас, посуду; ацтеки — для виготовлення мозаїк та виготовлення військових та імператорських труб (горнів); мая використовували мушлі для захисту рук (на кшталт боксерських рукавичок) під час бою. Наприкінці XVII ст. широко використовувалися європейцями як прикраса для камінних полиць. Сьогодні найчастіше виготовляють камеї, браслети та світильники, а також продаються як сувеніри. На 1 з 10 тис. мушель припадає перлина, найцінніша з яких має рожевий колір. Ці перлини вважаються напівкоштовними.
Найбільший відомий вилов був у 1998 році — 7 369 344 кг[джерело?]. За наступні 20 років він скоротився на 80 % через суттєве зменшення популяції.
Занесено до переліку видів, чиї вивіз та імпорт регулюється відповідно до Конвенції про міжнародну торгівлю видами дикої фауни та флори, що перебувають під загрозою зникнення (CITEC). Мушля даного молюска дуже популярна серед колекціонерів через свою красу.

## Розповсюдження
Поширено від штату Південна Кароліна (США), скрізь на островах Карибського моря та біля узбережжя Центральної Америки до Венесуели, Колумбії, Французької Гвіани, Суринаму, Гаяни, частково північної Бразилії.